# Gymnastik vid europeiska spelen 2015
Gymnastik vid europeiska spelen 2015 i Baku avgjordes mellan 14 juni - 21 juni i  National Gymnastics Arena. De 34 grenarna avgjordes i akrobatisk gymnastik, aerobisk gymnastik, artistisk gymnastik, rytmisk gymnastik och trampolin.

## Medaljsummering
Akrobatisk gymnastik
Damer trupp
| Gren     | Guld                                                   | Silver                                                     | Brons                                                            |
| Mångkamp | Belgien Kaat Dumarey Julie Van Gelder Ineke Van Schoor | Ryssland Valeriia Belkina Julia Nikitina Zhanna Parkhometc | Belarus Katsiaryna Barysevich Veranika Nabokina Karina Sandovich |
| Balans   | Belgien Kaat Dumarey Julie Van Gelder Ineke Van Schoor | Ryssland Valeriia Belkina Julia Nikitina Zhanna Parkhometc | Belarus Katsiaryna Barysevich Veranika Nabokina Karina Sandovich |
| Dynamik  | Belgien Kaat Dumarey Julie Van Gelder Ineke Van Schoor | Ryssland Valeriia Belkina Julia Nikitina Zhanna Parkhometc | Belarus Katsiaryna Barysevich Veranika Nabokina Karina Sandovich |

Mixpar
| Gren     | Guld                                     | Silver                                  | Brons                                      |
| Mångkamp | Ryssland Marina Tjernova Georgy Pataraja | Belgien Yana Vastavel Solano Cassamajor | Storbritannien Hannah Baughn Ryan Bartlett |
| Balans   | Ryssland Marina Tjernova Georgy Pataraja | Belgien Yana Vastavel Solano Cassamajor | Storbritannien Hannah Baughn Ryan Bartlett |
| Dynamik  | Ryssland Marina Tjernova Georgy Pataraja | Belgien Yana Vastavel Solano Cassamajor | Storbritannien Hannah Baughn Ryan Bartlett |

Aerobisk gymnastik
| Gren     | Guld                            | Silver                                 | Brons                                   |
| Mixpar   | Spanien Sara Moreno Vicente Lli | Italien Michela Castoldi Davide Donati | Ryssland Dukhik Dzhanazian Denis Soloev |
| Mixtrupp | Ungern                          | Rumänien                               | Spanien                                 |

Artistisk gymnastik
Herrar
| Gren       | Guld                         | Silver                 | Brons                  |
| Mångkamp   | Oleg Verniaiev (UKR)         | Oleg Stepko (AZE)      | Nikita Ignatjev (RUS)  |
| Fristående | Rayderley Zapata (ESP)       | Fabian Hambüchen (GER) | David Beljavskij (RUS) |
| Räck       | Fabian Hambüchen (GER)       | Vlasios Maras (GRE)    | Nikita Ignatjev (RUS)  |
| Barr       | Oleg Stepko (AZE)            | David Beljavskij (RUS) | Marius Berbecar (ROU)  |
| Bygelhäst  | Sašo Bertoncelj (SLO)        | Oleg Stepko (AZE)      | Brinn Bevan (GBR)      |
| Ringar     | Eleftherios Petrounias (GRE) | Nikita Ignatjev (RUS)  | İbrahim Çolak (TUR)    |
| Hopp       | Oleg Verniaiev (UKR)         | Casimir Schmidt (NED)  | Oleg Stepko (AZE)      |

Damer
| Gren       | Guld                     | Silver                   | Brons                    |
| Mångkamp   | Alija Mustafina (RUS)    | Giulia Steingruber (SUI) | Lieke Wevers (NED)       |
| Fristående | Giulia Steingruber (SUI) | Alija Mustafina (RUS)    | Lieke Wevers (NED)       |
| Bom        | Lieke Wevers (NED)       | Andreea Iridon (ROU)     | Giulia Steingruber (SUI) |
| Barr       | Alija Mustafina (RUS)    | Sophie Scheder (GER)     | Andreea Iridon (ROU)     |
| Hopp       | Giulia Steingruber (SUI) | Seda Tutkhalyan (RUS)    | Lisa Top (NED)           |

Rytmisk gymnastik
Damer individuellt
| Gren     | Guld                    | Silver                   | Brons                    |
| Mångkamp | Jana Kudrjavtseva (RUS) | Margarita Mamun (RUS)    | Melitina Staniouta (BLR) |
| Boll     | Jana Kudrjavtseva (RUS) | Ganna Rizatdinova (UKR)  | Melitina Staniouta (BLR) |
| Käglor   | Jana Kudrjavtseva (RUS) | Ganna Rizatdinova (UKR)  | Melitina Staniouta (BLR) |
| Tunnband | Margarita Mamun (RUS)   | Melitina Staniouta (BLR) | Neta Rivkin (ISR)        |
| Band     | Jana Kudrjavtseva (RUS) | Marina Durunda (AZE)     | Salomé Pazhava (GEO)     |

Damer trupp
| Gren                | Guld     | Silver  | Brons   |
| Mångkamp            | Ryssland | Israel  | Belarus |
| Band                | Ryssland | Ukraina | Israel  |
| Käglor och tunnband | Belarus  | Israel  | Ukraina |

Trampolin
| Gren                | Guld                                   | Silver                                     | Brons                                 |
| Herrar individuellt | Dmitrj Usjakov (RUS)                   | Uladzislau Hancharou (BLR)                 | Ilja Gritjunin (AZE)                  |
| Herrar par          | Ryssland Dmitrj Usjakov Mikhail Melnik | Belarus Uladzislau Hancharou Mikalai Kazak | Tyskland Martin Gromowski Kyrylo Sonn |
| Damer individuellt  | Jana Pavlova (RUS)                     | Kat Driscoll (GBR)                         | Hanna Harchonak (BLR)                 |
| Damer par           | Ryssland Jana Pavlova Anna Kornetskaja | Frankrike Marine Jurbert Joelle Vallez     | Portugal Beatriz Martins Ana Rente    |